# سينغكوانغ
سينغكوانغ (بالإنجليزية: Singkawang)‏ هي منطقة سكنية تقع في إندونيسيا في كالمنتان الغربية. يقدر عدد سكانها بـ 186,306 نسمة ومساحتها 504 كم2 .

## المدن التوأمة
مدينة نيوكاسل أبون تاين هي مدينة توأمة لـسينغكوانغ.